# Алтън Емел (национален парк)
Национален парк „Алтън Емел“ (на казахски: „Алтынеме́л“ мемлекетті́к ұлтты́қ табиғи́ паркі́) е национален парк в Казахстан.
Той покрива около 4600 km² около река Или между планините Актау и язовира Капчагай. Основно се състои от пустиня и скалист терен. Там се намира дюната с прочутия пеещ пясък, известен с уникалния звук, който произвежда при вятър.